# Materialetræthed
I materialevidenskab er materialetræthed en svækkelse af et materiale forårsaget af gentagen belastning. Det er den progressive og lokale skade, der sker, når et materiale bliver udsat for cyklisk belastning. Den maksimale spænding, der skaber disse skader kan være mindre end den typiske trækstyrke for materialet. I forbindelse med metaller anvendes også benævnelsen metaltræthed.
Materialetræthed optræder, når materialer bliver udsat for gentagen spænding og aflastning. Hvis spændingen er over en vis grænse, vil der dannes mikroskopiske revner, hvor spændingen er størst. Til sidst vil revnerne nå deres kritiske størrelse og udbrede sig pludseligt, og strukturen vil revne helt. Formen på strukturen vil i høj grad påvirke materialetræthedens liv; firkantede huller eller skarpe hjørner skaber højere lokale spændinger, hvor revner kan begynde. Runde huller og bløde overgange vil derfor forlænge styrken og forlænge den periode der går, før man oplever materialetræthed. 